# Epidendrum cordiforme
Epidendrum cordiforme är en orkidéart som beskrevs av Charles Schweinfurth. Epidendrum cordiforme ingår i släktet Epidendrum och familjen orkidéer. Inga underarter finns listade i Catalogue of Life.